# Kolarstwo na Letnich Igrzyskach Olimpijskich 1908 – wyścig na 20 km mężczyzn
Wyścig na 20 km mężczyzn był jedną z konkurencji kolarskich na Letnich Igrzyskach Olimpijskich 1908 w Londynie odbyła się 14 lipca 1908. Uczestniczyło 44 zawodników z 10 krajów.
Limit czasu wynosił 40 minut.

## Wyniki

### Półfinały
Do finału awansowali zwycięzcy każdego półfinału i zawodnicy, którzy prowadzili przez największa liczbę okrążeń z trzech najszybszych biegów.

#### Półfinał 1
| Miejsce | Zawodnik           | Państwo              | Czas    |
| ------- | ------------------ | -------------------- | ------- |
| 1       | Leon Meredith      | Wielka Brytania      | 33:21,0 |
| 2       | Hermann Martens    | Cesarstwo Niemieckie | 33:21,2 |
| 3       | Joseph Werbrouck   | Belgia               | 33:21,4 |
| 4       | André Lapize       | Francja              | b.d     |
| 5       | Georgius Damen     | Holandia             | b.d     |
| 6       | Frederick McCarthy | Kanada               | b.d     |
| 7-8     | Pierre Hostein     | Francja              | b.d     |
| 7-8     | Richard Katzer     | Cesarstwo Niemieckie | b.d     |
| –       | Daniel Flynn       | Wielka Brytania      | DNF     |

#### Półfinał 2
| Pozycja | Zawodnik                    | Państwo              | Czas    |
| ------- | --------------------------- | -------------------- | ------- |
| 1       | Clarence Kingsbury          | Wielka Brytania      | 32:33,8 |
| 2       | Charles Brooks              | Wielka Brytania      | 32:34,0 |
| 3       | Floris Venter               | Kolonia Przylądkowa  | 32:34,4 |
| 4       | Georges Lutz                | Francja              | b.d     |
| 5       | Gerard Bosch van Drakestein | Holandia             | b.d     |
| 6       | François Bonnet             | Francja              | b.d     |
| 7-9     | Walter Andrews              | Kanada               | b.d     |
| 7-9     | Jean van Benthem            | Belgia               | b.d     |
| 7-9     | Paul Schulze                | Cesarstwo Niemieckie | b.d     |

#### Półfinał 3
| Pozycja | Zawodnik         | Państwo              | Czas    |
| ------- | ---------------- | -------------------- | ------- |
| 1       | Louis Weintz     | Stany Zjednoczone    | 33:39,8 |
| 2       | Frank Shore      | Kolonia Przylądkowa  | 33:40,0 |
| 3       | Harry Young      | Kanada               | 33:45,2 |
| 4       | Herbert Bouffler | Wielka Brytania      | b.d     |
| 5       | Max Triebsch     | Cesarstwo Niemieckie | b.d     |
| 6-7     | Henri Cunault    | Francja              | b.d     |
| 6-7     | Dorus Nijland    | Holandia             | b.d     |
| –       | Frederick Hamlin | Wielka Brytania      | DNF     |

#### Półfinał 4
| Pozycja | Zawodnik             | Państwo              | Czas    |
| ------- | -------------------- | -------------------- | ------- |
| 1       | Benjamin Jones       | Wielka Brytania      | 32:39,0 |
| 2       | George Cameron       | Stany Zjednoczone    | 32:39,2 |
| 3       | Thomas Passmore      | Kolonia Przylądkowa  | 32:39,4 |
| 4       | Octave Lapize        | Francja              | b.d     |
| 5       | Henri Baumler        | Francja              | b.d     |
| 6-7     | Alwin Boldt          | Cesarstwo Niemieckie | b.d     |
| 6-7     | Johannes van Spengen | Holandia             | b.d     |
| –       | William Lower        | Wielka Brytania      | DNF     |

#### Półfinał 5
| Pozycja | Zawodnik             | Państwo         | Czas    |
| ------- | -------------------- | --------------- | ------- |
| 1       | Andrew Hansson       | Szwecja         | 34:53,6 |
| 2       | David Robertson      | Wielka Brytania | 34:53,8 |
| 3       | William Anderson     | Kanada          | 34:55,6 |
| –       | Ioannis Santorinaios | Grecja          | DNF     |
| –       | Paul Texier          | Francja         | DNF     |

#### Półfinał 6
| Pozycja | Zawodnik            | Państwo         | Czas    |
| ------- | ------------------- | --------------- | ------- |
| 1       | Albert Denny        | Wielka Brytania | 33:40,6 |
| 2       | Charles Avrillon    | Francja         | 33:40,8 |
| 3       | Gustaf Westerberg   | Szwecja         | 33:41,4 |
| 4       | Guglielmo Morisetti | Włochy          | b.d     |
| –       | Léon Couckelberg    | Belgia          | DSQ     |

### Finał
| Pozycja | Zawodnik           | Państwo           | Czas    |
| ------- | ------------------ | ----------------- | ------- |
| 1       | Clarence Kingsbury | Wielka Brytania   | 34:13,6 |
| 2       | Benjamin Jones     | Wielka Brytania   | b.d     |
| 3       | Joseph Werbrouck   | Belgia            | b.d     |
| 4       | Louis Weintz       | Stany Zjednoczone | b.d     |
| 5-9     | François Bonnet    | Francja           | b.d     |
| 5-9     | Albert Denny       | Wielka Brytania   | b.d     |
| 5-9     | Andrew Hansson     | Szwecja           | b.d     |
| 5-9     | Octave Lapize      | Francja           | b.d     |
| 5-9     | Leon Meredith      | Wielka Brytania   | b.d     |